# Ernst Wilhelm Hengstenberg

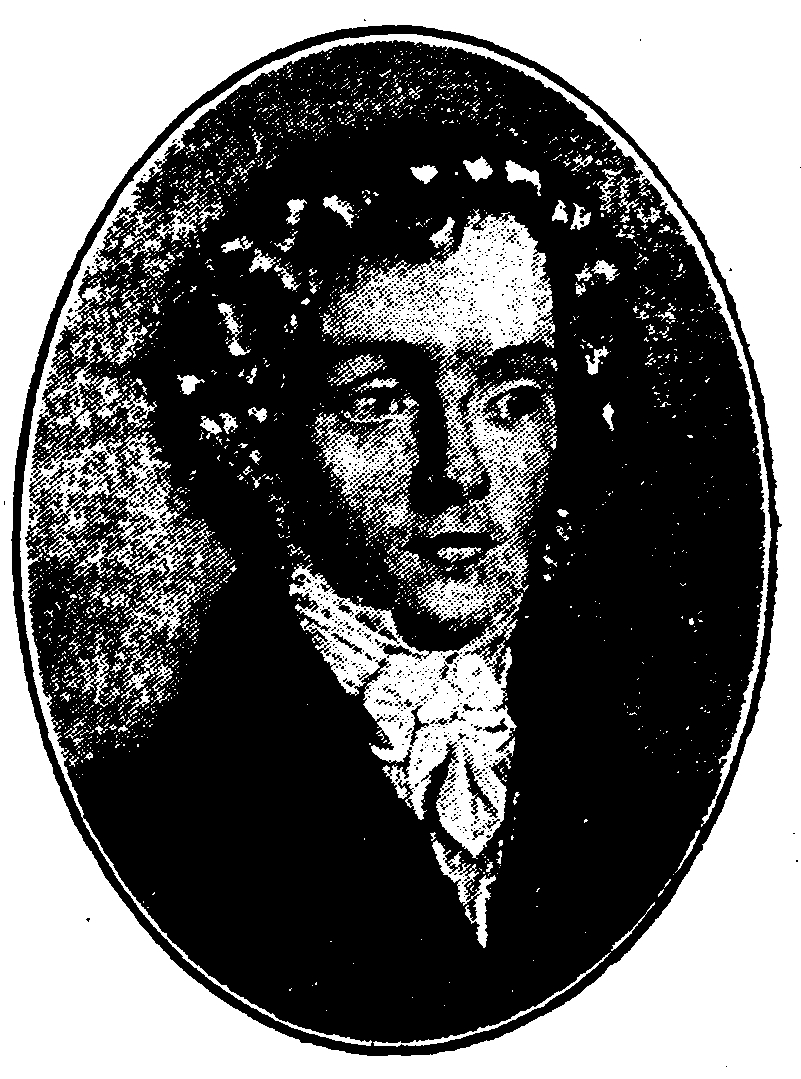
Ernst Wilhelm Hengstenberg

Ernst Wilhelm Hengstenberg (20 de outubro de 1802 - 28 de maio de 1869),  foi um académico alemão do século XIX, professor de Teologia. 
Um pietista ortodoxo, era um dos líderes da ala conservadora da igreja luterana. Para ele, a única fonte da verdade era a Bíblia e qualquer desvio significava um passo em direção ao ateísmo. Foi o editor do jornal Evangelischen Kirchen-Zeitung, no qual atacava teólogos liberais ou racionalistas. Afirmou, por exemplo que David Friedrich Strauss estava possuído pelo demónio. Encampou o método histórico-gramatical como baluarte da ortodoxia na defesa da historicidade dos milagres e da inspiração das Escrituras. Hengstenberger era da opinião que o Antigo Testamento era tão importante como o Novo Testamento, uma tese impopular naquela altura. 
Hengstenberg foi professor de Paul de Lagarde.
Em vida foi um acadêmico famoso. Heinrich Heine escreve num verso em Deutschland, ein Wintermärchen a propósito dos franceses:
| “ | Eles transformam-se em filisteus, tal como nós E mesmo bem pior Já não são voltairianos São agora Hengstenbergerianos. | ” |